# 澳大利亚皇家空军第91大队
第91混合大队（英語：No. 91 (Composite) Wing）是朝鲜战争时期及其后短暂运作的澳大利亚皇家空军大队，1950年10月成立并管理以下参战部队：配备P-51戰鬥機的第77战斗机中队、配备奥斯特运输机与C-47運輸機的第30通讯小队、第391基地中队和第491维护中队。除第77中队常驻韩国并服从美国第五航空队调配外，第91大队及其他下属单位总部都在日本岩国。
1950年11月，第30通讯小队更名“第30通讯部队”，一年后改组成“第30运输机部队”，1953年3月重整为“第36运输机中队”，主要负责医疗后送、部队和货物运输和投递飞行。1951年4至7月，第77中队改配格罗斯特流星战斗机，同年12月起主要负责对地攻击，1953年7月停战后继续留在韩国，1954年11月返回澳大利亚，第491中队同月解散。第36中队1955年3月回国，把四架飞机留给短暂听从第91大队指挥的澳大利亚皇家空军日本运输机小队。1955年4月，第391中队和第91大队总部解散。

## 历史

### 源起和组建
1950年6月25日朝鲜战争爆发时，澳大利亚皇家空军第77战斗机中队（No. 77 (Fighter) Squadron）驻守日本岩国。该中队过去四年主要装备P-51戰鬥機，原属澳大利亚皇家空军第81大队（No. 81 Wing RAAF），曾在英联邦占领军（British Commonwealth Occupation Force）航空联队服役。1948年11月第81大队解散，第77中队是澳大利亚最后的驻日航空部队，此时也是澳大利亚皇家空军最大的中队，共有299名将士，40架P-51战斗机、三架CAC挑战运输机（CAC Wirraway）、两架C-47運輸機和两架奥斯特运输机（Auster）。第77中队准备回国，同时待命飞往韩国执行任务，并在一周后开始作为联合国维和部队执行飞行任务。1950年9月9日，第77中队长路易斯·斯彭斯空军中校阵亡，英联邦占领军参谋长艾伦·查尔斯沃思（Alan Charlesworth）空军准将临时到岩国指挥中队，等待上级安排在基地组建整体支持和管理组织。迪克·克雷斯韦尔（Dick Cresswell）空军少校9月17日抵达基地并接手中队。
仁川登陆后联合国军向北推进，第77中队在1950年10月12日迁至韩国浦项，但辅助部队大多留在岩国。10月20日，第91混合大队在岩国基地成立。“混合”代表大队成分不单一，可以包含轰炸机、战斗机和侦察机在内的各个机种。第91大队有权管理澳大利亚皇家空军参与朝鲜战争的所有部队，亚瑟·达拉斯·查尔顿（Arthur Dallas Charlton）空军上校担任大队长。大队除第77中队外还包括新组建的第391基地中队（No. 391 (Base) Squadron）、第491维护中队（No. 491 (Maintenance) Squadron）和第30通讯小队（No. 30 Communications Flight，原属第77中队通讯飞行队，有两架C-47运输机和两架奥斯特运输机）。除第77中队外，第91大队及其他下属单位总部都在岩国。美国远东空军司令部部分官员倾向组建英联邦大队，把澳大利亚皇家空军第77中队和配备P-51战斗机、正赶往韩国的南非空軍第2中队（2 Squadron SAAF）纳入，但南非政府否决提议。

### 行动
第77中队开始在韩国执行任务时听命美国第五航空队且不受第91大队成立影响。1950年11月，第77中队从浦项迁至咸興附近的延浦，继续支援向北推进的联合国军。12月3日，朝鲜人民军在中国人民志愿军支援下反击，迫使第77中队匆忙撤到釜山。中队在延浦难以同第91大队保持无线电通讯，导致转移进展缓慢，澳大利亚皇家空军的C-47运输机运力不足，需要美国空军支援。克雷斯韦尔觉得基地设在岩国的大队总部难以随时跟进前线需求，他还经常要直接和英联邦占领军司令、太平洋战区澳大利亚高级将领霍勒斯·罗伯逊（Horace Robertson）中将，以及澳大利亚皇家空军副参谋长弗雷德里克·舍格（Frederick Scherger）空军少将打交道。
面对红色阵营的米格-15战斗机威胁，第77中队于1951年4月撤到岩国改配格罗斯特流星战斗机。四名有该战斗机经验的英國皇家空軍军官借调第91大队协助训练。7月29日，第77中队开着新飞机返回战场，从韩国金浦起飞执行任务。P-51战斗机的密切支援效率极高，但第77中队主要负责拦截，预计装备格罗斯特流星战斗机后能继续专注战斗机职能。据澳大利亚朝鲜战争官方史录记载，无论从外交角度还是作战方面，第77中队都以实际行动证明自身价值：身为首批投入战斗的联合国航空中队，1951年下半叶“米格走廊”冲突如火如荼之际，第77中队占联合国喷气式战斗机部队的三分之一。不过，同年八月格罗斯特流星战斗机与米格-15战斗机的纏鬥战果令新任中队长戈登·斯蒂格（Gordon Steege）空军中校确信己方不是对手，美国第五航空队同意将第77中队调离空对空进攻作战，主要职责改成护航和地方空防。截至1951年底，中队共有两成五人员阵亡或被俘。
1951年12月，接替斯蒂格的罗恩·苏珊斯（Ron Susans）空军中校带领第77中队再度投身进攻作战，主要攻击地面目标，这也是停战前中队的主要任务。第91大队武器官史密斯（J.C. Smith）空军上尉对1952至1953年采用凝固汽油弹作为火箭弹头的空对地作战“炽烈洋葱行动”（Flaming Onion）贡献很大。1953年7月停战后，第77中队继续驻守韩国，先是在金浦，后转移到群山。战争期间全队共有41名飞行员阵亡，另有七人沦为战俘。损失的飞机达近60架，其中格罗斯特流星战斗机40余架，大部分毁于地面火力。全中队战争期间共出动18872架次，其中P-51战斗机3872架次，格罗斯特流星战斗机1.5万架次，共击落五架米格-15战斗机，摧毁3700幢建筑、1408辆交通工具、98辆机车或马车，16座桥梁。
罗伯逊中将统领第30通讯小队并亲自驾驶C-47运输机，部队本来只有两架C-47运输机和两架奥斯特运输机，但很快获澳大利亚支援两架C-47运输机。第30通讯小队在1950年11月1日更名“第30通讯部队”，同月又收到驻马来亚第90混合大队第38中队支援的四架C-47运输机，总共达到八架C-47运输机和两架奥斯特运输机，负责支援朝鲜半岛所有澳大利亚部队。第30通讯部队的关键职能包括医疗后送，还负责空运货物、部队、重要人员，投放补给、侦察、搜救甚至送信。第30通讯部队由澳大利亚通过日本的英联邦占领军总部调配，不归美国第五航空军指挥。1951年11月5日，第30通讯部队改组为“第30运输机部队”，1953年3月10日又重组成“第36运输机中队”。朝鲜战争期间，该部队共运输约十万人员和六千余吨货物。第91大队文献共记载12762次从朝鲜半岛将伤员医疗后送至日本，还有两千余次从日本转移到澳大利亚或英国。运输部队共有一架奥斯特运输机和一架CAC挑战运输机坠机，导致四人丧生。

### 支援任务
第77中队在朝鲜战争爆发时需自行承担维护支持需求，但飞往朝鲜半岛作战后这种做法难以为继，所以第91大队总部成立时，第391基地中队也在岩国成立。澳大利亚皇家空军基地中队负责行政、后勤、医疗、通信和安保职能。第391中队大部分成员都曾在第77中队服役，成立第一年就不得不面临冬装和设备严重短缺的困境。第77中队改配格罗斯特流星战斗机后问题更加严重，因为这种战斗机是英国制造，备件比美国制造的P-51战斗机难找。除支援空军外，第391中队还需支援途经岩国的澳大利亞陸軍及其他联合国部队。此外，第91大队的“中转酒店”也是第391中队经营，房客除军人外还有商人和艺人。第391中队医疗特遣队积极参与医疗后送任务，把伤员从朝鲜半岛转往岩国，再送往其他地点。
第491中队也是1950年10月20日随第91大队在岩国成立，负责该大队飞机除日常维护外所有的维护工作，并有分队随第77中队进驻韩国协助地面人员的日常维护。驻岩国人员定期与驻韩人员轮换，并根据维修或打捞需要从第491中队调人补充。驻岩国技术人员按标准的澳大利亚皇家空军工作日出勤，相比之下，朝鲜半岛前线人员每班工作达16小时。对于澳大利亚皇家空军地勤人员来说，朝鲜半岛气候非常寒冷，中队长克雷斯韦尔就曾看到维护人员手中工具冻住。第391和第491中队的技术人员既有澳大利亚人，也有日本人，这在当时非常罕见。日本投降并由盟军占领后，澳大利亚皇家空军聘请的日本人大多从事琐碎任务。

### 解散
1954年10月7日，第77中队在群山休整，并于五天后将所有格罗斯特流星战斗机飞到岩国，同年11月返回澳大利亚，1955年1月4日在新南威尔士州澳大利亚皇家空军威廉敦基地恢复运作。从二战期间投身太平洋战场，到组成英联邦占领军进驻日本再到朝鲜战场，第77中队共离开故土11年，创下澳大利亚皇家空军部队纪录。1954年12月13日，第491中队在岩国解散。1955年3月13日，第36中队返回澳大利亚，把三架C-47运输机和一架CAC挑战运输机留给次日成立并隶属第91大队的澳大利亚皇家空军日本运输机小队。1955年4月30日，第391中队和第91大队总部在岩国解散。日本运输机小队曾执行赴韩投递任务，此后持续运作至1956年7月8日所有澳大利亚皇家空军部队撤离日本。

## 指挥官
第91大队的指挥官如下：
| 任命时间   | 姓名                         |
| ---------- | ---------------------------- |
| 1950年10月 | 亚瑟·达拉斯·查尔顿空军上校   |
| 1951年9月  | 安东尼·乔治·卡尔空军上校     |
| 1952年11月 | 迪克西·罗比逊·查普曼空军上校 |
| 1954年2月  | 威尔弗雷德·诺曼·兰普空军中校 |
| 1954年4月  | 伊凡·斯坦利·波杰尔空军上校   |

## 脚注
1. ↑  Stephens & 1995，第210, 222–225页
2. ↑  Stephens & 1995，第227页
3. 1 2 3 4  O'Neill，1985 & 314–315
4. ↑  Stephens & 2001，第231–232页
5. ↑  Eather & 1996，第99页
6. 1 2 3 4  Stephens & 1995，第228–229页
7. ↑  Helson & 2010，第224, 338页
8. 1 2 3  No 91 (Composite) Wing formed in Japan.
9. ↑  Wilson & 2005，第170页
10. ↑  O'Neill & 1985，第315页
11. ↑  O'Neill & 1985，第303页
12. ↑  Eather & 1996，第82页
13. ↑  Stephens & 1995，第228, 231页
14. ↑  Odgers & 2008，第105, 147页
15. ↑  Hurst & 2008，第73, 79页
16. ↑  Odgers & 2008，第110页
17. ↑  Stephens & 1995，第229–231页
18. 1 2 3  Stephens & 1995，第234–238页
19. ↑  O'Neill & 1985，第408–409页
20. ↑  O'Neill & 1985，第370页
21. ↑  O'Neill & 1985，第375页
22. ↑  Stephens & 1995，第242页
23. 1 2 3  Stephens & 2001，第240页
24. ↑  Hurst & 2008，第207页
25. 1 2  RAAF Historical Section & 1995，第59页
26. ↑  Hurst & 2008，第228页
27. ↑  Hurst & 2008，第230–232页
28. ↑  Hurst & 2008，第224页
29. ↑  Hurst & 2008，第231页
30. 1 2 3  Eather & 1996，第163–164页
31. 1 2 3  RAAF Historical Section & 1995b，第150页
32. ↑  Stephens & 1995，第247页
33. ↑  RAAF Historical Section & 1995b，第152页
34. 1 2  Eather & 1996，第169页
35. ↑  O'Neill & 1985，第583–584页
36. ↑  RAAF Historical Section & 1995b，第151页
37. 1 2  O'Brien & 2009，第58页
38. ↑  O'Brien & 2009，第53–54页
39. ↑  Stephens & 1995，第71页
40. ↑  O'Brien & 2009，第59页
41. ↑  O'Brien & 2009，第60页
42. ↑  World's most unusual hotel.
43. ↑  O'Brien & 2009，第61页
44. ↑  RAAF Historical Section & 1995a，第72–73页
45. 1 2  Eather & 1996，第124–125页
46. ↑  Australia's involvement in the Korean War.
47. ↑  Eather & 1996，第100页
48. ↑  77 Squadron home after 11 years away.
49. 1 2  O'Neill & 1985，第592页
50. ↑  RAAF Transport Flight (Japan) & 1955
51. ↑  RAAF Historical Section & 1995b，第58, 185页
52. ↑  RAAF Historical Section & 1995b，第185页
53. ↑  No. 91 (Composite) Wing.
54. ↑  Air Force men get new posts.
55. ↑  Air command in Korea.
56. 1 2  New job for air officer.
57. ↑  Three RAAF appointments.
58. ↑  Air chief visits Japan.